# ورمرویک
ورمرویک (به چکی: Verměřovice) یک منطقهٔ مسکونی در جمهوری چک است که در Ústí nad Orlicí District واقع شده‌ است.

## خصوصیات
ورمرویک ۵٫۹۸ کیلومترمربع مساحت و ۷۱۱ نفر جمعیت دارد و ۳۸۴ متر بالاتر از سطح دریا واقع شده‌است.